# 학술기어
학술기어(學術基語)란 일상어를 제외한 고급학문용어·전문용어를 구성하는 데 쓰이는 단어들의 주요 어근을 제공하는 언어, 또는 그 어근을 말한다. 에스놀로그에 따르면, 지구상에는 대략 6,500개의 언어가 있다고 알려져 있으나, 학술기어의 기능을 하는 언어는 극히 소수에 그친다. 그 대부분은 고대에 일정 이상의 언어 발전을 이루어낸 고전어들로, 대표적인 예로는 그리스어, 라틴어, 산스크리트어, 고대 중국어, 아랍어를 들 수 있다. 학술기어로부터 학술어를 받아들이는(차용하는) 언어(수용어)는 일상 어휘와 학술 어휘가 나뉘어 어휘체계가 중층구조를 띠게 된다. 또한 학술기어로부터 차용어를 받아들인 수용어가 다시 다른 언어에 학술기어를 제공하게 되는 경우도 있다.

## 학술기어와 수용어의 예
- 라틴어 → 프랑스어 → 영어
  - 라틴어 → 스페인어 → 타갈로그어, 케추아어
- 중국어 → 한국어, 일본어, 베트남어
- 산스크리트어 → 힌디어, 태국어, 크메르어
- 아랍어 → 페르시아어, 우르두어, 신디어